# Куэйл, Дэн
Джеймс Дэнфорт «Дэн» Куэйл (англ. James Danforth «Dan» Quayle; род. 4 февраля 1947, Индианаполис) — американский политический и государственный деятель, член Палаты представителей США от своего родного штата Индиана (1977—1981), сенатор США от Индианы (1981—1989). Вице-президент США при президенте Джордже Буше — старшем с 1989 по 1993 год. В 1992 году вместе с Бушем баллотировался на второй срок, но потерпел поражение от Билла Клинтона и Альберта Гора.
Известен в Америке прежде всего непродуманными публичными высказываниями, имеющими неожиданный для оратора комический эффект (аналогично Виктору Черномырдину или Джорджу Бушу — младшему). Некоторые его высказывания были взаимоисключающими («Мы не хотим вернуться к завтрашнему дню. Мы хотим идти вперёд»), абсурдными («Я принимал хорошие решения в прошлом. Я принимал хорошие решения в будущем»), тавтологичными («Когда меня спрашивали во время последних недель, кто же начал бунт и убийства в Лос-Анджелесе, мой ответ был прям и прост. На ком лежит вина за бунт? Вина лежит на бунтовщиках. На ком лежит вина за убийства? Вина лежит на убийцах»), одновременно ошибочными и взаимоисключающими («Холокост был непристойным периодом в истории нашей страны… Я имею в виду, в этом столетии в истории. Но мы все жили в этом столетии. Я не жил в этом столетии, но в его истории») или указывали на пробелы в базовых знаниях («Настало время человечеству войти в солнечную систему»). Особую известность получило его высказывание о Марсе, содержащее целый ряд ошибок («Марс, в общем-то, на той же самой орбите [что и Земля]… Марс примерно на той же дистанции от Солнца, что очень важно. Мы видели фотографии, где есть каналы, и мы считаем, вода. А где вода, там и кислород. А если кислород, значит, мы можем дышать»).
Во время предвыборных дебатов Куэйл сказал, что его сравнительная молодость не может быть помехой для выполнения обязанностей вице-президента, так как, например, Кеннеди тоже был молод, когда стал президентом. На это его оппонент, кандидат в вице-президенты от Демократической партии Ллойд Бентсен, ответил: «Я служил с Джеком Кеннеди. Я знал Джека Кеннеди. Джек Кеннеди был моим другом. Вы, сенатор, не Джек Кеннеди.» Эта цитата и ошеломлённое молчание Куэйла в ответ стали легендарными в политической истории США; но несмотря на этот промах, Буш — Куэйл одержали убедительную победу в выборах.
Во время правления Буша-старшего Куэйл был популярнейшей мишенью для насмешек в прессе. Во многом благодаря демократической оппозиции получила широкую огласку история, когда в 1991 году Куэйл, посещая школу и участвуя в открытом уроке, поправил правильно написанное школьником слово potato «картофель» на неправильное potatoe; школьник стал героем различных телешоу. Сам Куэйл утверждал, что ошибка произошла из-за того, что на обратной стороне карточки с изображением картофелины было помещено неправильное написание слова. После этого случая Куэйл был удостоен Шнобелевской премии в номинации «Образование» с формулировкой «за непревзойдённую демонстрацию того, что надо учиться».
В 2000 году Куэйл пытался выставить собственную кандидатуру в президенты от Республиканской партии, однако партия предпочла вице-президенту Буша его родного сына, Дж. Буша-младшего, который в итоге и победил.

## Ранние годы
Куэйл родился в Индианаполисе, штат Индиана, в семье Марты Коринн (Martha Corinne) (урождённая Pulliam) и Джеймса Клайна Куэйла. Его дед по материнской линии, Eugene C. Pulliam, был богатым и влиятельным медиамагнатом, владельцем издательства и более десятка крупных газет, таких как The Arizona Republic и The Indianapolis Star. Отец Дэна переехал с семьёй в Аризону в 1955 году и начал свою издательскую деятельность.
Большую часть своей юности Дэн Куэйл провел в Аризоне, где в 1965 году окончил Хантингтонгскую средннюю школу (Hight School) в штате Индиана. Затем он поступил в DePauw University, где получил степень бакалавра искусств в области политологии в 1969 году, где три года был леттерманом в университетской команде гольфа (1967—1969) и членом студенческого братства Delta Kappa Epsilon. После получения аттестата, Куэйл вступил в Национальную гвардию Индианы и прослужил в ней в 1969—1975 годах, достигнув звания сержанта. Служа в гвардии, он получил в 1974 году степень Juris Doctor (J.D.) 1974 году в юридической школе Мак-кинни университета штата Индиана. Там, в юридической школе, он познакомился со своей будущей женой, Мэрилин.

## После вице-президентства
В дальнейшем после вице-президентства Дэн Куэйл занимался написанием книг мемуаров, второстепенной политической деятельностью и занимал посты в руководстве различных компаний.
Так в 1994 году вышла его книга мемуаров Standing Firm, ставшая бестселлером.
Куэйл собирался баллотироваться на пост губернатора Индианы в 1996 году, но впоследствии решил отказаться.
В апреле 1999 года, Куэйл заявил о выдвижении своей кандидатуры на праймерис 2000 от республиканской партии, однако не получил существенной поддержки, снялся с гонки и поддержал Джорджа Буша-младшего.
В начале 2000-х годов Куэйл работал в качестве инвестиционного банкира в Финиксе, был упомянут в качестве кандидата на пост губернатора Аризоны 2002 года, но отказался от выдвижения. В феврале 2010 года в интервью с Мегин Келли (Megyn Kelly) на канале Fox News, Куэйл заявил, что его сын, Бен Куэйл, будет кандидатом в Конгресс США от Аризоны. Бен Куэйл победил на выборах. В декабре 2011 года Куэйл поддержал выдвижение Митта Ромни на пост президента от республиканцев.